# Lupinus bracteolaris
Lupinus bracteolaris là một loài thực vật có hoa trong họ Đậu. Loài này được Desr. miêu tả khoa học đầu tiên.